# Duncan Reid
Duncan Overbeck Reid (Hong Kong, 28 settembre 1989) è un cestista hongkonghese con cittadinanza canadese.

## Biografia
Reid nasce nell'Hong Kong britannico da genitori canadesi.

## Carriera

### Club
È stato la terza scelta assoluta del draft CBA 2017 quando venne selezionato dai Zhejiang Golden Bulls.

### Nazionale
Ha rappresentato la nazionale di Hong Kong alla FIBA Asia Championship 2015 a Changsha, in Cina, dove ha guidato la sua squadra per numero di punti, assist, rimbalzi e stoppate.